# Maksymilian Bart Kozłowski
Maksymilian Kozłowski ps. artystyczny Bart (ur. 9 września 1936 w Fordonie, obecnie dzielnica Bydgoszczy, zm. 12 października 2020 w Mogielnie) – polski poeta oraz prozaik.

## Życiorys

### Młodość
Maksymilian Bart Kozłowski urodził się w Fordonie, obecnie dzielnica Bydgoszczy, jego ojciec Józef pochodził z Wielkopolski a jego matka Marianna z Kieleckiego. Z powodu wybuchu II wojny światowej Maksymilian ominął pierwsze klasy szkoły, które nadrobił zaliczając nieraz dwie klasy w jednym roku szkolnym. W trakcie wojny mieszkał z rodzicami w Turku. Z powodu licznego rodzeństwa i niesprzyjającej sytuacji materialnej opuścił swój rodzinny dom w młodym wieku.

### Praca zawodowa
Mając 15 lat rozpoczął pracę w Ursusie pod Warszawą jako goniec. Następnie przeniósł się na Górny Śląsk. Uczęszczał do szkoły górniczej w Szopienicach. Pracował w różnych kopalniach węgla oraz w hucie Bobrek. W roku 1959 powrócił do Bydgoszczy. Pracował m.in. w Fabryce Opakowań Blaszanych i Zakładach Rowerowych Romet. Mając blisko 40 lat, Kozłowski zdał maturę z wyróżnieniem. Od tego czasu pracował w administracji różnych przedsiębiorstw aż do emerytury. W roku 1988 przeprowadził się do Mogilna, gdzie przez 3 lata (do roku 1991), pracował w Mogileńskiej Fabryce Mebli.

### Utwory i nagrody
Maksymilian Kozłowski debiutował w roku 1969, jako poeta równocześnie w Poezji i Nowej Wsi (wierszami „Opoka” i „Pielgrzymka”). Jego ojcem chrzestnym w literaturze był literat warszawski Tadeusz Chudy. Maksymilian często publikował utwory w prasie literackiej oraz pojawiał się na antenie Polskiego Radia. Zdobył także wiele nagród w różnych konkursach literackich w różnych częściach Polski, począwszy od nagrody w XIV Ogólnopolskim Turnieju Poezji Społecznie Zaangażowanej „Czerwonej Róży” (1974), w konkursie „Rubinowej Hortensji” (1975) oraz „Klubu Forum” (1976-1977). Za całokształt dorobku twórczego otrzymał nagrodę artystyczną „Artura”. Wiersze Maksymiliana Barta-Kozłowskiego znajdują się w licznych antologiach, a nawet w podręcznikach szkolnych. Maksymilian Kozłowski tworzy także prozę. W roku 1999 wydał W drodze do Efezu, powieść nagrodzoną w ogólnopolskim konkursie im. Mikołaja Reja, a Wyjście z doliny Eszkol z roku 2004, została nagrodzona w ogólnopolskim konkursie im. Stefana Żeromskiego. W roku 2007 ukazała się powieść Tamte dni, tamte lata nakładem Komo-Graf Ożarów Mazowiecki. W roku 2007 Deutsches Polen-Institut z Darmstadt w Niemczech zamieścił w swych zbiorach, dotąd niepublikowaną, powieść Maksymiliana Kozłowskiego pt. Odzyskane niebo. W 2007 roku pisarz otrzymał Brązowy Krzyż Zasługi, a we wcześniejszym okresie: odznakę „Zasłużony Działacz Kultury” (1980), Odznakę Honorową „Za Szczególne Zasługi dla Województwa Bydgoskiego” (1988), Medal Honorowy im. Jakuba Wojciechowskiego, Złotą Odznakę Polskiego Związku Niewidomych (2003). W roku 2008 opublikował książkę poetycką Białych róż zaczerwienienie. W październiku 2009 roku ukazała się książka Szczególne znaki czasu – zbiór wierszy i opowiadań.
Należał do Koła Młodych ZLP (1974–1981), Grupy Faktu Poetyckiego „Parkan” (1975–1981), działał w Robotniczym Stowarzyszeniu Twórców Kultury, był przewodniczącym bydgoskiego Klubu Robotników Piszących. Członek ZLP od 1992 roku (wcześniej członek Korespondencyjnego Klubu Młodych Pisarzy i Koła Młodych ZLP). Od 1988 roku mieszka w Mogilnie, na pograniczu Kujaw i Wielkopolski.

## Twórczość

### Zbiory wierszy
- Taniec delfina, Klub Literacki przy WRZZ (Wojewódzka Rada Związków Zawodowych), Bydgoszcz 1977[2]
- A na ziemi dzwonem..., Zarząd Warszawski ZSMP (Związek Socjalistycznej Młodzieży Polskiej),  Warszawa 1978
- Moja wasza obecność, Gdański Zakładowy Klub „Lastadia” Stoczni Północnej im. Bohaterów Westerplatte, Gdańsk 1978
- Gdziekolwiek jest konwalia, Kujawsko-Pomorskie Towarzystwo Kulturalne, Bydgoszcz 1981
- Zwierzenie, Wojewódzki Dom Kultury, Bydgoszcz 1982
- Psalmy użyteczne, Klub „Arkona”, Robotnicze Stowarzyszenie Twórców Kultury, Bydgoszcz 1987
- Wygnanie w wieczność, Klub „Arkona”, Robotnicze Stowarzyszenie Twórców Kultury, Bydgoszcz 1990[2]
- Ukrzyżowanie ziemi obiecanej, wyd. Świadectwo, Bydgoszcz 1991
- Wiersze o miłości, Klub „Arkona”, Bydgoszcz 1992
- Krzyk oszukanych, Klub „Arkona”, Bydgoszcz 1992
- Z samego dna nędzy, nakładem autora, Bydgoszcz 1992[2]
- Księga domu, Klub „Arkona”, Robotnicze Stowarzyszenie Twórców Kultury, Bydgoszcz 1993
- Lot brylantowych ptaków, wyd. Świadectwo, Bydgoszcz 1993
- Kainowe wiano, Bydgoszcz 1994
- Posłuchaj Julianie, wyd. Miniatura, Kraków 1996
- O mądrym królu Dziegoniu, Tarnów 1996 (utwór sceniczny dla dzieci)
- Innej pogody czas, wyd. Świadectwo, Bydgoszcz 1998
- Człowieczy poemat, Oficyna Wydawnicza Ston 2, Kielce 2000 (wybór wierszy)
- Fratrio recta, Oficyna Wydawnicza Ston 2, Kielce 2003[2]
- Za wcześnie na noc, Oficyna Wydawnicza Ston 2, Kielce 2004
- Coraz dalej do Itaki, wyd. Komograf, Warszawa 2006[2]
- Nie wołaj mnie, Eurydyko!, Kielce 2011. (Książka zawiera także opowiadania)
- Kobieta, miłość i słowa, Warszawa 2012. (Wybór wierszy miłosnych)
- Słowa jak gołębie, Warszawa 2012. (Zbiór wierszy religijnych)
- Kalejdoskop naszych czasów, Warszawa 2013.

### Tomy prozy
- Opowiadania na czas podróży, wyd. Miniatura, Kraków 1997
- Daleko od San Marino, wyd. Świadectwo, Bydgoszcz 1999
- W drodze do Efezu, Kielce 1999
- Pochyleni w słońcu, wyd. Miniatura, Kraków 2001 ISBN 83-7081-538-3
- Barwy minionego czasu, wyd. Świadectwo, Bydgoszcz 2003
- Wyjście z doliny Eszkol, Oficyna Wydawnicza Ston 2, Kielce 2004
- Tamte dni, tamte lata, Ożarów Mazowiecki 2007.
- Białych róż zaczerwienienie, Kielce 2008.
- Szczególne znaki czasu, Kielce 2009. (Książka zawiera też wiersze)
- Nad Parsętą, Kielce 2010.
- W Peerelu było lepiej, Warszawa 2014.
- Twój Horeb, Warszawa 2015. (Książka zawiera opowiadania i wiersze)

### Publikacje w antologiach
- Głód języka, wybór: K.Nowicki, J.L.Ordan, Koło Młodych ZLP (Związek Literatów Polskich), Bydgoszcz 1974, s. 23-24[2]
- Brzegiem słów, almanach, red. S.Pastuszewski, K.Soliński, Kujawsko-Pomorskie Towarzystwo Kulturalne, Bydgoszcz 1975, s. 10
- Bo piękno na to jest, by zachwycało, Rada Krajowa Korespondencyjnego Klubu Młodych Pisarzy, Warszawa 1976
- Motywy 2, almanach Korespondencyjnego Klubu Młodych Pisarzy, Kujawsko-Pomorskie Towarzystwo Kulturalne, Bydgoszcz 1976, s. 78-79
- Przeprawa, Korespondencyjny Klub Młodych Pisarzy, Bydgoszcz 1976